# Кабинет на министрите на Украйна
Кабинетът на министрите на Украйна е най-висшият изпълнителен орган в Украйна. Ръководител на кабинета на министрите е министър-председателят, който се назначава от Върховната Рада, по предложение на президента на страната. Негови заместници са първият вицепремиер и петима заместник министър-председатели. Също така кабинетът включва министри, които оглавяват съответните министерства и министър „без портфейл“, който не оглавява министерство, но има право да гласува на правителствени заседания.

## Текущ състав
| Длъжност                                                                                       | Портрет                     | Име и фамилия               | Партия                      | Партия                          | Дата на встъпване в длъжност |
| Премиер-министър на Украйна                                                                    | Премиер-министър на Украйна | Премиер-министър на Украйна | Премиер-министър на Украйна | Премиер-министър на Украйна     | Премиер-министър на Украйна  |
| ---------------------------------------------------------------------------------------------- | --------------------------- | --------------------------- | --------------------------- | ------------------------------- | ---------------------------- |
| Премиер                                                                                        |                             | Денис Шмигал                |                             | Безпартиен                      | 4 март 2020 г.               |
| Заместник премиер-министри                                                                     |                             |                             |                             |                                 |                              |
| Вицепремиер – Министър по въпросите на европейската и евроатлантическата интеграция на Украйна |                             | Олга Стефанишина            |                             | Украинска стратегия на Гройсман | 4 юни 2020 г.                |
| Вицепремиер – Министър на цифровата трансформация                                              |                             | Михаил Фьодоров             |                             | Слуга на народа                 | 29 август 2019 г.            |
| Вицепремиер – Министър по въпросите за реинтеграция на временно окупираните територии          |                             | Алексей Резников            |                             | Безпартиен                      | 4 март 2020 г.               |
| Вицепремиер – Министър по въпросите на стратегическите отрасли в промишлеността на Украйна     |                             | Олег Уруски                 |                             | Безпартиен                      | 22 юли 2020 г.               |
| Министър в Кабинета на министрите                                                              |                             |                             |                             |                                 |                              |
| Министър в Кабинета на министрите                                                              |                             | Олег Немчинов               |                             | Безпартиен                      | 4 март 2020 г.               |
| Министри                                                                                       |                             |                             |                             |                                 |                              |
| Министър на вътрешните работи                                                                  |                             | Арсен Аваков                |                             | Народен фронт                   | 22 февруари 2014 г.          |
| Министър на външните работи                                                                    |                             | Дмитрий Кулеба              |                             | Безпартиен                      | 4 март 2020 г.               |
| Министър на културата и информационните технологии                                             |                             | Александър Ткаченко         |                             | Слуга на народа                 | 4 юни 2020 г.                |
| Министър на образованието и науката                                                            |                             | Сергей Шкарлет              |                             | Безпартиен                      | 17 декември 2020 г.          |
| Министър на работите по ветераните                                                             |                             | Юлия Лапутина               |                             | Безпартийна                     | 18 декември 2020 г.          |
| Министър на инфраструктурата                                                                   |                             | Владислав Криклий           |                             | Слуга на народа                 | 29 август 2019 г.            |
| Министр на младежта и спорта                                                                   |                             | Вадим Гутцайт               |                             | Слуга на народа                 | 4 март 2020 г.               |
| Министър на икономическото развитие и търговията                                               |                             | Игор Петрашко               |                             | Безпартиен                      | 17 март 2020 г.              |
| Министър на отбраната                                                                          |                             | Андрей Таран                |                             | Безпартиен                      | 4 март 2020 г.               |
| Министър на развитието на общините и територията на Украйна                                    |                             | Алексей Чернишов            |                             | Безпартиен                      | 4 март 2020 г.               |
| Министър на здравеопазването                                                                   |                             | Максим Степанов             |                             | Безпартиен                      | 30 март 2020 г.              |
| Министър на социалната политика                                                                |                             | Марина Лазебна              |                             | Безпартийна                     | 4 март 2020 г.               |
| Министър на екологията и природните ресурси                                                    |                             | Роман Абрамовски            |                             | Безпартиен                      | 19 юни 2020 г.               |
| Министър на финансите                                                                          |                             | Сергей Марченко             |                             | Украинска стратегия на Гройсман | 30 март 2020 г.              |
| Министър на правосъдието                                                                       |                             | Денис Малюска               |                             | Слуга на народа                 | 29 август 2019 г.            |
| Министър на енергетиката                                                                       |                             | Юрий Витренко               |                             | Безпартиен                      | 22 декември 2020 г.          |
| Министър на аграрната политика                                                                 |                             | Роман Лешченко              |                             | Безпартиен                      | 17 декември 2020 г.          |